# Новый курс — автомобильная Россия
Новый курс — автомобильная Россия — избирательный блок на выборах Госдумы в 2003 г. Ориентация — оппозиция президенту, против войны в Чечне. Предвыборный лозунг блока: «Государство для людей, а не люди для государства!»
Блок был образован политическими партиями «Либеральная Россия» и «Республиканская партия России», а также общероссийским общественным движением «Движение автомобилистов России». Лидером блока являлся Виктор Похмелкин. Особый упор в предвыборной программе блока был сделан на защиту прав автовладельцев. В программе было заявление о том, что блок выступает против «грабительской» обязательной «автогражданки», которая, по мнению блока, стала очередным побором. Блок выступал также против «несправедливого» транспортного налога, а также против повышения таможенных пошлин на автомобили. Кроме того, избирательный блок поддерживал ограничение трудовой иммиграции из стран Средней Азии.
Первую тройку избирательного списка составляли Виктор Похмелкин, известный политик и управленец Борис Фёдоров и адвокат Леонид Ольшанский; список партии по Москве возглавлял Константин Боровой, по Санкт-Петербургу — Сергей Виватенко. Партия выставила своих кандидатов в 12 одномандатных округах.
По итогам выборов блок набрал 0,84 % голосов от числа проголосовавших; при этом Похмелкин был избран в Госдуму по Свердловскому одномандатному округу (г. Пермь).